# プラウドタワー武蔵浦和マークス

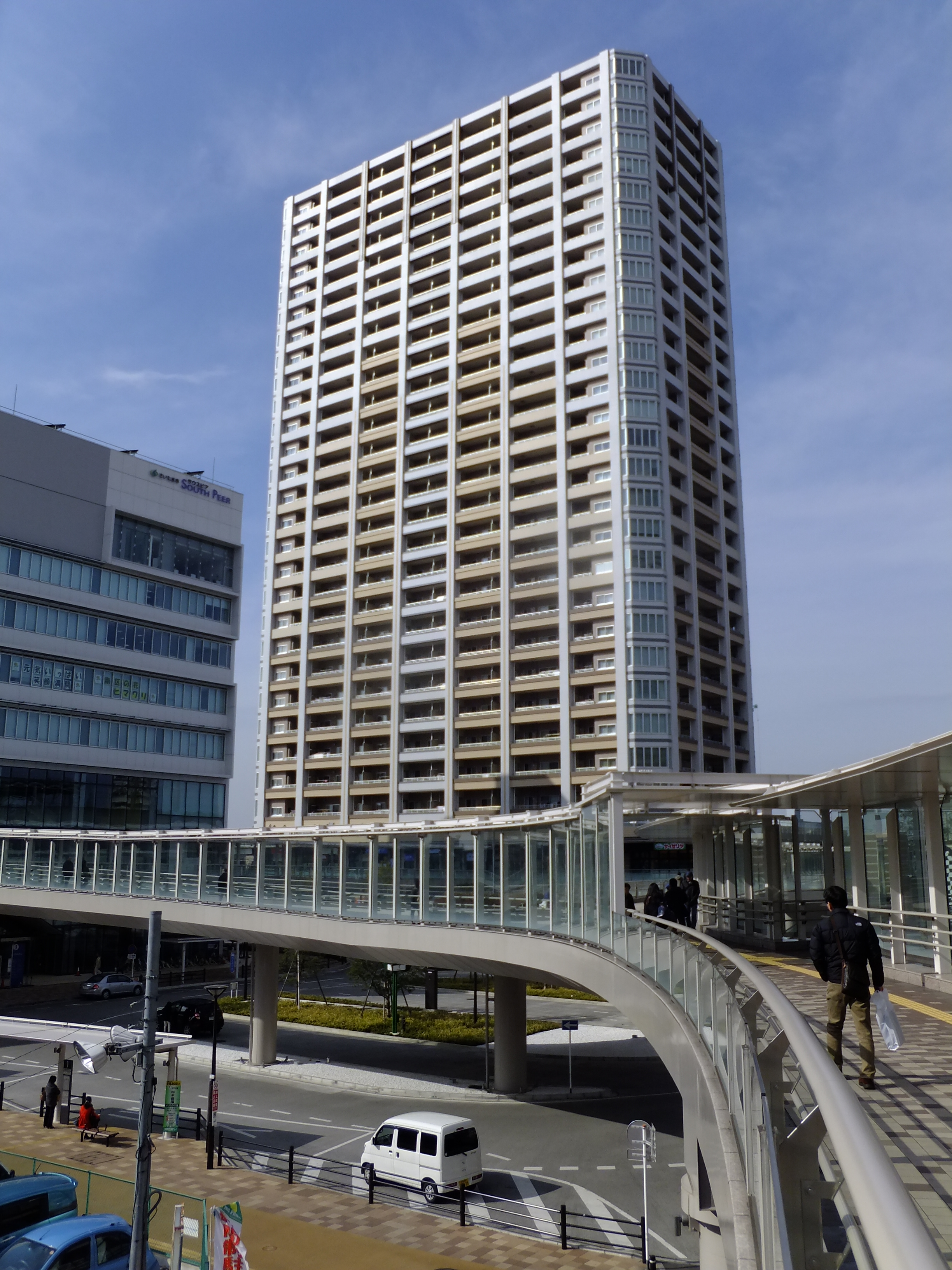
プラウドタワー武蔵浦和マークス

プラウドタワー武蔵浦和マークス（プラウドタワーむさしうらわマークス）は、埼玉県さいたま市南区にある超高層マンション。武蔵浦和駅周辺の再開発事業により建設された。野村不動産による分譲マンションとなっている。街区の名称はプラムシティ。

## 概要
浦和市時代から計画されていた再開発事業武蔵浦和駅第1街区第一種市街地再開発事業のB2棟として建設され、1～2階が店舗、3階から28階が住居となっている。武蔵浦和駅からはペデストリアンデッキで直結しており徒歩2分の立地である。同じ第1街区再開発事業ではB1棟のサウスピア、B3-2棟の公共立体駐車場と駅前ロータリーなどが整備された。武蔵浦和駅周辺の再開発ではプラウドタワー武蔵浦和テラスとプラウドタワー武蔵浦和ガーデンから成る4街区やラムザタワーの2街区などの整備が完了している。当初は駅東口の6街区（ライブタワー）と同時に整備する計画であったが、平成不況の影響を受け東口の整備を先行した経緯がある。6街区は2001年に完成しているが、1街区の街びらきは2013年と10年ほどの差が開くこととなった。1街区は武蔵浦和駅周辺の再開発事業の中では4街区に次いで5番目に着手したエリアである。
サウスピアを挟んで南側はケーズデンキ閉店の2012年から放置され、駅前にもかかわらず第1街区の再開発からは切り離され、第1-A地区となった。その後2019年に武蔵浦和駅前計画として18階建ての高層マンションが建つことが明らかとなった。2021年着工し、2024年に完成予定となっている。野村不動産とジェイアール東日本都市開発が開発に名を連ね、低層階には商業施設が入居する予定。

## 沿革
- 1988年（昭和63年）3月 - 都市再開発方針（2号地区）都市計画決定[2]
- 1988年（昭和63年）4月2日 - 再開発協議会設置。
- 1993年（平成5年）12月3日 - 再開発地区計画 都市計画変更。
- 2000年（平成12年）4月14日 - 再開発地区計画 都市計画変更。
- 2002年（平成14年）2月1日 - 再開発地区計画 都市計画変更。
- 2003年（平成15年）2月28日 - 都市計画変更。
- 2007年（平成19年）3月30日 - 都市計画変更、市街地再開発事業都市計画決定。
- 2008年（平成20年）12月9日 - 事業計画認可。
- 2009年（平成21年）9月3日 - 権利変換計画認可。
- 2010年（平成22年）7月 - 着工。
- 2012年（平成24年）11月30日 - B1棟、B3-2棟の工事が完了。
- 2013年（平成25年）1月4日 - サウスピアがオープン。
- 2013年（平成25年）2月28日 - 工事完了。

## 主なテナント
- ファミリーマート
- タリーズコーヒー
- サイゼリヤ
- 東急リバブル武蔵浦和店
- 三井のリハウス武蔵浦和店
- 野村不動産アーバンネット武蔵浦和センター
- 麺匠 むさし坊
- プラムシティ武蔵浦和歯科クリニック